# Prontuario dei nomi locali dell'Alto Adige
Il Prontuario dei nomi locali dell'Alto Adige è un'opera del politico irredentista italiano Ettore Tolomei. Redatto a partire dal 1906 e pubblicato in prima edizione nel 1909 e successivamente dalla Reale Società Geografica Italiana nel 1916, raccoglie un totale di 16.735 toponimi dell'Alto Adige, tradotti e adattati in lingua italiana a partire dagli originali tedeschi e retoromanzi.
Esso s'inscrive nel solco dell'opera di assimilazione italiana dei territori conquistati sul finire delle guerre d'indipendenza e (in ultima analisi) dopo la prima guerra mondiale; suo primo promotore fu il primo ministro Giovanni Giolitti, nel corso del quinto esecutivo da lui presieduto.
Il repertorio toponomastico approntato dal Prontuario fu quindi ulteriormente implementato sotto i governi Bonomi e Facta e ufficialmente ratificato mediante il Regio decreto del 29 marzo 1923, n. 800, firmato da Benito Mussolini, cinque mesi dopo l'insediamento del suo governo.

## Premessa
Le origini prime della toponomastica nel territorio dell'Alto Adige sono di stampo celtico e retico, ai quali si unì l'elemento latino a seguito della conquista da parte di Druso maggiore nel 15 aC, che diede luogo alla penetrazione romana.
Con la caduta dell'Impero romano d'Occidente, nel primo Medioevo le valli altoatesine vennero colonizzate dai Baiuvari, che oltre a imporre il loro dominio politico ed ecclesiastico assimilarono, adattarono e trasformarono in senso germanico i toponimi romanzi.

## Cronologia
Sul finire del XIX secolo l'irredentista trentino Ettore Tolomei si pose alla testa delle istanze che propalavano la necessità di sancire la potestà italiana su determinati territori anche mediante la sostituzione delle tradizioni linguistiche locali con la sola lingua di Dante. A tal riguardo egli fondò la rivista nazionalista La Nazione Italiana, che si fece portavoce di tali istanze presso l'opinione pubblica.
Per il caso specifico del Tirolo Meridionale, Tolomei lo definì "geograficamente italiano" sin dall'antichità, derubricando la presenza germanofona come un breve episodio storico: a suo avviso gli italiani, in quanto affini alla "stirpe ancestrale" della provincia in questione, avevano tutto il diritto di imporre nuovamente la loro presenza e la propria predominanza linguistica e culturale.
I lavori per quello che sarebbe divenuto il Prontuario iniziarono nel 1906 con la fondazione (sempre sotto l'egida di Tolomei) dell'Archivio per l'Alto Adige, una rivista e un centro di studi avente per obiettivo la dimostrazione e la pubblicizzazione della "vera origine culturale" dell'area del Tirolo a sud delle Alpi. Il senatore trentino disse che la sua opera intendeva
A quel tempo tali propositi non erano un unicum a livello internazionale, laddove la mentalità nazionalista era molto diffusa in varie aree: a titolo d'esempio i governanti austro-ungarici avevano creato e imposto numerosi esonimi tedeschi a località italiane da essi controllate. Esisteva inoltre da più di un secolo, a livello europeo, una sorta di "concorrenza" tra italiano e tedesco sui nomi da attribuire a varie località dell'Europa centro-orientale e della penisola balcanica, le quali di tempo in tempo erano rientrate nell'orbita della casata asburgica e/o della Repubblica di Venezia: a seguito di tale contrasto, per esempio, si era in tal modo affermato in inglese l'uso di esonimi marcatamente italiani, quali Vienna, Austria, Montenegro, Serbia, Istria, Fiume e Albania.
Il primo elenco di toponimi (meno di 500) venne pubblicato nel 1909; in esso il territorio di Bolzano veniva battezzato Alto Trentino (poiché probabilmente Tolomei e i suoi collaboratori non avevano ancora "scoperto" l'esistenza, in epoca napoleonica, del dipartimento dell'Alto Adige) e vari nomi riportavano adattamenti diversi rispetto a quelli poi scelti (a titolo d'esempio Brenner era reso Pirene in luogo di Brennero).
Nel 1916, un anno dopo l'entrata dell'Italia nella prima guerra mondiale, venne creata una commissione ad hoc per concepire nomi italiani per i territori ritenuti di prossima conquista. Ne facevano parte oltre a Tolomei il professore di botanica e chimica Ettore de Toni e il bibliotecario Vittorio Baroncelli, che tempo addietro avevano già dato alle stampe un Prontuario di toponomastica dell'Alto Adige e dell'Ampezzano e un Repertorio Topografico della Venezia Tridentina.
L'unione degli studi di Tolomei con quelli di De Toni e Baroncelli portò alla redazione di quasi 12.000 toponimi italiani, sia preesistenti che creati ex novo: il Prontuario venne quindi pubblicato nel mese di giugno 1916, sia nell'Archivio per l'Alto Adige, sia all'interno del volume XV parte II delle Memorie edite dalla Reale Società Geografica Italiana.
I lavori proseguirono ancora per circa sette anni: nel 1921 il quinto governo Giolitti istituì un'apposita commissione per stabilire i criteri della scelta dei toponimi italiani. La "commissione Giolitti" recepì il Prontuario quasi senza modifiche: la disciplina toponomastica fu così approvata il 29 marzo 1923 mediante decreto del re Vittorio Emanuele, controfirmato dal primo ministro Benito Mussolini.
La toponomastica altoatesina fu di poco modificata nel 1929 e nel 1935, allorché venne pubblicato l'elenco definitivo (contenente circa 16.300 nomi), che venne infine ratificato con Regio Decreto il 10 luglio 1940. Nel 2010 il Prontuario fu abrogato con Decreto del Presidente della Repubblica 13 dicembre 2010, n. 248, allegato 93.

## Metodo
Fu Tolomei stesso a spiegare il metodo da lui usato nella rilevazione e nella scelta dei toponimi raccolti nel Prontuario.
- I toponimi italiani ritenuti già consolidati nell'uso (quali ad esempio Merano, Salorno, Bolzano) vennero mantenuti: del resto diversi nomi italiani di comuni altoatesini risultavano essere diffusi e preesistenti già al censimento austroungarico del 1910.
- I toponimi ladini vennero adattati foneticamente alla pronuncia italiana (a titolo d'esempio Gherdëina divenne Gardena); inoltre laddove possibile il substrato pregermanico (essenzialmente ladino o celtico) venne utilizzato per creare toponimi italianeggianti in luogo dei tedeschi (è il caso di Renon per Ritten o di Chienes per Kiens).
- I toponimi ritenuti irreducibilmente germanici (in quanto non riconducibili a protoforme romanze) vennero invece sostituiti da nomi italiani creati per corrispondenza fonetica o semantica: alcuni nomi vennero così adattati foneticamente alla pronuncia italiana (per esempio Lagundo da Algund o Avelengo da Hafling) e altri vennero tradotti letteralmente (come Lago Verde per Grünsee e Villabassa per Niederdorf). Laddove anche tali soluzioni non apparivano praticabili venne adottato il santo patrono della località (come nel caso di Innichen, che divenne San Candido) oppure si fece ricorso a "nomi parlanti" di valore geografico-descrittivo (ad esempio Colle Isarco per Gossensaß).
- Alcuni toponimi esistenti, in quanto ritenuti sufficientemente adatti alla pronuncia italiana (se non addirittura di filogenesi latina) non vennero tradotti affatto: è il caso di Gries (che significherebbe "sabbia"), Gais e Plaus, che vennero accolti così com'erano nella nomenclatura italianizzata.

Vi furono poi casi come Obereggen, per i quali la traduzione italiana (nello specifico San Floriano) non venne mai utilizzata, finendo per perderne memoria.

## Critiche
Secondo il linguista altoatesino Egon Kühebacher, sebbene Tolomei avesse dichiarato di voler recuperare con la sua opera le radici "originarie" dei toponimi della regione, l'incompetenza linguistica di costui e dei suoi collaboratori avrebbe in molti casi sortito un effetto di segno opposto, nascondendo ulteriormente le origini dei nomi storici sotto soluzioni spurie.
Kühebacher cita alcuni esempi, come il toponimo Lana, riconducibile a un proprietario terriero di nome Leo, il cui territorio era chiamato (praedium) Leonianum. Nell'Alto Medioevo il nome veniva pronunciato Lounan, dopodiché nel XII secolo il dialetto bavarico tramutò la vocale ou in a, tramutando il toponimo in Lanan e quindi in Lana. Dunque, secondo Kühebacher, se Tolomei avesse seguito il metodo da lui delineato nel prontuario, il toponimo avrebbe dovuto essere "tradotto" in Leoniano. Un caso analogo riguarda nomi come Trens e Terenten, che Tolomei non fu in grado di ricondurre al latino torrens (torrente): non avendo rilevato le radici storiche ancora presenti nel lemma tedesco, il senatore li adattò in Trens e Terento.
In altri casi, la toponomastica di Tolomei avrebbe causato la perdita di informazioni storiche contenute nei nomi di luogo sviluppatisi attraverso i secoli, complice il fatto che il senatore trentino aveva imposto la lingua toscana senza tener conto del substrato retoromanzo e delle tradizioni locali. A tal riguardo si cita come esempio il toponimo Vipiteno, che Tolomei preferì a Sterzen, nome pure comunemente usato tra la popolazione italiana dell'epoca. Così facendo utilizzò però, forse senza saperlo, un nome germanizzato. Il nome retoromanzo infatti era Vibidina, che nell'VIII secolo fu germanizzato in Wipitina, e come tale venne nominato per la prima volta in documenti di lingua latina. Nei documenti più recenti esso venne latinizzato in Vipitenum, un nome che ricordava molto i toponimi di origine romana, e per questo venne scelto da Tolomei.
Nei casi dei toponimi tradotti letteralmente, Tolomei avrebbe commesso ulteriori errori: ad esempio Linsberg venne tradotto come Monte Luigi (stesso nome usato come traduzione di Luisberg), mentre Blumau, erroneamente interpretato come indicante un prato fiorito, divenne Prato all'Isarco; si può citare altresì Neunhäusern, divenuto Nove Case quando in tedesco significa le "nuove case".
Anche studiosi di lingua italiana, come Fabrizio Bartaletti e Nicolò Rasmo, hanno espresso critiche all'opera di Tolomei. Secondo Rasmo:
Secondo Giovan Battista Pellegrini, invece, nonostante alcune lacune:

## Vigenza
I toponimi italiani ufficiali nel secondo dopoguerra sono stati affiancati da quelli tedeschi e ladini, dando vita ad una toponomastica bi- o trilingue. Il consiglio della Provincia autonoma di Bolzano nel settembre 2012 ha istituito ufficialmente un repertorio in cui raccogliere i toponimi tedeschi e ladini.
L'Accordo De Gasperi-Gruber del 1946, lo Statuto di autonomia regionale (1948) e lo Statuto di autonomia provinciale (1972) prevedono il bilinguismo della toponomastica in Provincia di Bolzano, senza aver espressamente confermato i provvedimenti tolomeiani.
Nel corso dell'approvazione del cosiddetto decreto "taglia-leggi" varato dal governo Berlusconi IV, i parlamentari della Südtiroler Volkspartei cercarono di inserire i decreti toponomastici tra i provvedimenti da abrogare, senza buon fine. La toponomastica elaborata da Ettore Tolomei è dunque tutt'oggi ufficialmente vigente per quanto riguarda i toponimi italiani.
La toponomastica è inoltre dal 1948 competenza esclusiva della provincia di Bolzano, fermo restando l'obbligo della bilinguità. Dopo decenni di attesa, in data 15 settembre 2012 è stata approvata la legge toponomastica provinciale. La legge prevede l'istituzione di un comitato cartografico provinciale composto in via paritetica fra i tre gruppi linguistici italiano, tedesco e ladino. Essa è stata impugnata dal Governo Monti per violazione dell'obbligo del bilinguismo sancito dallo statuto speciale e dai trattati internazionali.
Frattanto diverse leggi della regione Trentino-Alto Adige già contemplano il bilinguismo per la maggior parte dei toponimi comunali.

## Applicazione
In buona parte del territorio (con l'eccezione di Bolzano e delle aree a maggioranza italofona) il toponimo tedesco precede quello italiano. Nelle vallate ladine, anche il toponimo in tale lingua precede quello italiano.
Su buona parte delle stazioni ferroviarie della ferrovia della Val Venosta gestita dalla società di trasporto pubblico SAD i cartelloni bilingui sono stati parzialmente sostituiti con cartelloni monolingui anche in quei comuni nei quali la popolazione di lingua italiana supera il 10%.
Nella segnaletica dei sentieri di montagna implementata dall'Alpenverein Südtirol i toponimi tedeschi hanno soppiantato quasi del tutto quelli italiani. Dopo l'istituzione di una commissione apposita, nel 2011 è stato proposto di ripristinare la cartellonistica bilingue, con l'eccezione di 150 toponimi (il 10% del totale), tra cui la Vetta d'Italia. Il 25 giugno 2012 la giunta provinciale ha dato il via libera all'Alpenverein Südtirol per la sostituzione della segnaletica monolingue in tedesco, che dovrebbe essere graduale e iniziare dai segnavia più rovinati.
I consigli comunali di alcuni comuni a maggioranza germanofona hanno inoltre deciso di rinunciare all'uso del toponimo Alto Adige nei documenti, timbri e cartelli ufficiali.
Talvolta inoltre, nel campo dell'odonomastica, le strade e le piazze hanno più volte cambiato nome. In particolare, nel secondo dopoguerra sono state rimosse quasi tutte le denominazioni inneggianti all'italianizzazione, riproponendo i nomi più antichi o creandone di nuovi, tutti rigorosamente in tedesco. In base all'obbligo di bilinguismo, si è provveduto a nominare delle commissioni toponomastiche, spesso e volentieri formate da soli esponenti di lingua tedesca, con l'incarico di tradurre tali nomi in italiano. I risultati sono stati spesso grossolani: Kirchplatz (piazza della chiesa) diventa piazza Kirch, Messnerweg (via del sagrestano) viene resa in via Messner, anche quando non si tratta di un nome proprio. Già nel 1998 il commissario del governo Carla Scoz richiamava l'attenzione sulla "tedeschizzazione" di toponomastica e odonomastica.
Al fine di trovare una soluzione condivisa è stato creato nel 2010, di concerto fra Stato e Provincia, un comitato paritetico con il compito di elaborare una norma di attuazione in materia. In questa sede i politici dell'SVP spingono per l'abolizione almeno in parte dei toponimi italiani.
Anche i toponimi che designano la provincia di Bolzano (Alto Adige, Südtirol) sono, in modo ricorrente, al centro di controversie. Con Südtirol si designava propriamente l'odierno Trentino o l'intera regione Trentino-Alto Adige, ove si differenziava tradizionalmente fra il Tirolo meridionale italiano (italienisches Südtirol, Welsch-Südtirol o Welschtirol, il Trentino) e tedesco (Deutsch-Südtirol, l'odierno Alto Adige).
La legge provinciale del 15 settembre 2012 non ha risolto la questione toponomastica, ma ha demandato alla consulta cartografica provinciale il compito di reperire i nomi italiani, tedeschi e ladini da inserire nel nuovo repertorio toponomastico provinciale.

### Fonti normative
- Regio decreto 29 marzo 1923, n. 800, Lezione ufficiale dei nomi dei comuni e di altre località dei territori annessi, convertito in legge 17 aprile 1925, n. 473.

### Testi
- Fabrizio Bartaletti, Geografia, toponomastica e identità culturale: il caso del Sudtirolo (PDF), in Miscellanea di storia delle esplorazioni, XXVII, Genova, 2002,  pp. 269-315 (archiviato dall'url originale il 18 luglio 2011). Riprodotto in Quaderni Padani, n. 51/52, 2004, pp. 37–61.
- Fabrizio Bartaletti, Geografia e nomi di luogo nelle regioni di confine: gli esempi del Sudtirolo, dell'Istria e dell'ex-Provincia di Nizza, Genova, Bozzi, 2009.
- (IT, DE) Sergio Benvenuti e Christoph von Hartungen (a cura di), Ettore Tolomei (1865-1952). Un nazionalista di confine / Die Grenzen des Nationalismus, Trento, Museo Storico in Trento, 1998.
- Ferruccio Bravi, «Inchiesta» sui nomi di luogo atesini, Bolzano, Centro di documentazione storica per l'Alto Adige, 1981.
- Ferruccio Bravi, Toponimie comparate. Prima escursione: Valdichiana e alta Val d'Adige, Bolzano, Centro di studi atesini, 1999.
- Maurizio Ferrandi, Ettore Tolomei: l'uomo che inventò l'Alto Adige, Trento, Publilux, 1986.
- Maurizio Ferrandi, Il nazionalista: Ettore Tolomei, l'uomo che inventò l'Alto Adige, prefazione di Hannes Obermair, Merano, Edizioni alphabeta Verlag, 2020, ISBN 978-88-7223-363-4.
- (DE) Gisela Framke, Im Kampf um Südtirol. Ettore Tolomei (1865-1952) und das ‚Archivio per l'Alto Adige', Tübingen, M. Niemeyer, 1987, ISBN 3-484-82067-5.
- (DE) Johannes Kramer, Die Italianisierung der Südtiroler Ortsnamen und die Polonisierung der ostdeutschen Toponomastik, in Romanistik in Geschichte und Gegenwart, vol. 2, n. 1, 1996,  pp. 45-62.
- Johannes Kramer, La toponomastica altoatesina nel contesto europeo, in Archivio per l'Alto Adige, n. 97-98, 2003/04,  pp. 277-290.
- (DE) Egon Kühebacher, Tiroler Sprachatlas, a cura di Karl Kurt Klein e Ludwig Erich Schmitt, 3 volumi, Marburg-Innsbruck, 1965/71.
- (DE) Egon Kühebacher, Zur Arbeitsweise Ettore Tolomeis bei der Italianisierung der Südtiroler Ortsnamen, in Sergio Benvenuti e Christoph von Hartungen (a cura di), Ettore Tolomei (1865-1952). Un nazionalista di confine. Die Grenzen des Nationalismus, Trento, Museo Storico in Trento, 1998,  pp. 279-294.
- Francesco Palermo, Riflessioni giuridiche sulla disciplina della toponomastica nella Provincia autonoma di Bolzano, in Hannes Obermair, Stephanie Risse e Carlo Romeo (a cura di), Regionale Zivilgesellschaft in Bewegung / Cittadini innanzi tutto, Festschrift für-scritti in onore di Hans Heiss, Vienna-Bolzano, Folio, 2012,  pp. 343-354.
- Giovan Battista Pellegrini, Toponomastica italiana, 10.000 nomi di città, paesi, frazioni, regioni, contrade, fiumi, monti, spiegati nella loro origine e storia, Milano, Hoepli, 1990.
- Nicolò Rasmo, Toponomastica e buonsenso, in Cultura Atesina-Kultur des Etschlandes, VIII, 1954,  pp. 1-2. Ospitato su comune.bolzano.it.
- (EN) Rolf Steininger, South Tyrol: a minority conflict of the twentieth century, New Brunswick, N.J., U.S.A, Transaction Publishers, 2003, ISBN 0-7658-0800-5.
- Klaus Stiller, Die Faschisten. Italienische Novellen, München, 1983, ISBN 978-3-423-05467-6. Con un ricco capitolo su Tolomei, definito un "isterico ultranazionalista".
- Silvano Valenti, Athesia, Alto Adige, Sudtirolo: il nome del territorio atesino attraverso i secoli, Bolzano, Centro di documentazione storica per l'Alto Adige, 1976.